# O’reggano
O’reggano – polski zespół grający muzykę disco rockową, ska, założony w Tarnowskich Górach w 2007.
We wrześniu 2009 zespół we współpracy z wydawnictwem Zima Records wydał swoją pierwszą płytę zatyułowaną Nocą, na której znalazło się 10 pozycji, w tym dwa single Kaśka i Nocą. Piosenki zespołu usłyszeć można m.in. w Antyradiu. W listopadzie 2011 roku, wydana przez Lou&Rocked Boys, ukazała się druga płyta zespołu Za dnia z singlem Kolega mój. W styczniu 2012 roku zespół zawiesił działalność.

## Skład zespołu
- Kuba Nycz – wokal, gitara
- Jacek Dołęga – gitara
- Michał Wicha – bas
- Marek Janoszka – trąbka
- Marek Gorol – perkusja
- Paweł Pitas – saksofon

## Dyskografia

### Albumy
- Nocą (2009)
- Za dnia (2011)

### Single
- Nocą (2008)
- Kaśka (2008)
- Prośby (2008)
- Kolega Mój (2011)
- Stare Baby (2011)